# Episodi di Go, Dog. Go! (terza stagione)
La terza stagione di Go, Dog. Go! negli USA è stata distribuita il 19 settembre 2022 su Netflix.
In Italia è stata distribuita su Netflix dal 19 settembre 2022.
| nº | Titolo inglese                | Titolo italiano                | Prima TV USA      | Prima TV Italia   |
| -- | ----------------------------- | ------------------------------ | ----------------- | ----------------- |
| 1  | Big Dog Job                   | Un compito per cani adulti     | 19 settembre 2022 | 19 settembre 2022 |
| 1  | The Case of the Slobbery      | Il caso del ladro sbavoso      | 19 settembre 2022 | 19 settembre 2022 |
| 2  | Tag Team                      | Lavoro di squadra              | 19 settembre 2022 | 19 settembre 2022 |
| 2  | Cattitude Adjustment          | Adattarsi                      | 19 settembre 2022 | 19 settembre 2022 |
| 3  | Hocus Focus                   | Hocus Focus                    | 19 settembre 2022 | 19 settembre 2022 |
| 3  | Furricane                     | Tornado di pelo                | 19 settembre 2022 | 19 settembre 2022 |
| 4  | Mom for a Day                 | Mamma per un giorno            | 19 settembre 2022 | 19 settembre 2022 |
| 4  | Kitty in the City             | Un gatto in città              | 19 settembre 2022 | 19 settembre 2022 |
| 5  | The Itch to Switch            | Cambio per scambio             | 19 settembre 2022 | 19 settembre 2022 |
| 5  | Mismatched Socks              | Calzini spaiati                | 19 settembre 2022 | 19 settembre 2022 |
| 6  | New Hat, New Tag!             | Cappello nuovo, Scheggia nuova | 19 settembre 2022 | 19 settembre 2022 |
| 6  | Furry-Tail Ending             | La fine della favola           | 19 settembre 2022 | 19 settembre 2022 |
| 7  | Bigpaw, Big Problem           | Grande Zampa, grande problema  | 19 settembre 2022 | 19 settembre 2022 |
| 7  | Captain Scooch and Scally-Tag | Capitan Cooch e Barba Scheggia | 19 settembre 2022 | 19 settembre 2022 |
| 8  | The Pawston Chewbilee         | Il Mordi Giubileo di Zampaland | 19 settembre 2022 | 19 settembre 2022 |
| 8  | Don't Go, Cat. Go!            | Non partire, gatto!            | 19 settembre 2022 | 19 settembre 2022 |